# Hilary y Jackie
Hilary y Jackie (originalmente en inglés, Hilary and Jackie) es una película británica de 1998 dirigida por Anand Tucker y escrita por Martin Walsh, quien se basó en la estremecedora biografía de la violonchelista Jacqueline du Pré.
Protagonizada por Emily Watson y Rachel Griffiths, esta historia nos muestra el drama de la vida de las dos hermanas Du Pré, la primera de ellas chelista y la segunda flautista, guiadas por sus padres a formar su talento musical y que, sin embargo, no supieron guiarlas para construir personalidades armoniosas y librarlas de los celos entre hermanas. La educación recibida las instaló en un clima de competitividad, que signa su relación hasta adultas. La gran actuación de estas actrices las llevó a ser reconocidas con la nominación al Óscar por sus respectivas interpretaciones. La actriz Emily Watson se compenetró tanto con su papel que la llevó a tocar hasta mueve horas diarias para perfeccionarse en el violonchelo.

## Sinopsis
Jackie (Emily Watson), la hermana menor, es una famosa violonchelista, que recorre el mundo dando conciertos en tanto que la hermana mayor, Hilary (Rachel Griffiths), es flautista; pero luego de casarse elige una vida retirada en el campo, un matrimonio feliz y dos hijas. Jackie conoce a Daniel Barenboim, con quien se casa y con quien comparte una vida de conciertos y éxitos hasta que su enfermedad -esclerosis múltiple- comienza a hacer estragos en su talento musical y también en su personalidad. 
Abandona a Barenboim y se refugia una temporada en casa de su hermana donde tiene una relación sentimental con su cuñado, pero luego los deja al desembocar esta relación en una situación insostenible. Su marido la cuida en su enfermedad pero termina formando otra familia en secreto. 
Muere finalmente después de sufrir el deterioro progresivo al cual la conduce su enfermedad.
La película se basa en la historia de sus vidas tal como la escribió Hilary.

## Reparto
- Emily Watson como Jackie du Pré.
- Rachel Griffiths como Hilary du Pré.
- James Frain como Danny (Daniel Barenboim).
- David Morrissey como Kiffer (Christopher Finzi).
- Charles Dance	como Derek.
- Celia Imrie como Iris.
- Rupert Penry-Jones como Piers.
- Bill Paterson como Profesor de violonchelo.
- Auriol Evans como Jackie (joven).
- Keeley Flanders como Hilary (joven).
- Grace Chatto como Teena.
- Nyree Dawn Porter como Dama Margot.
- Maggie McCarthy como Margaret.
- Vernon Dobtcheff como Profesor Bentley.